# Cloud Atlas
Pour les articles homonymes, voir Cloud Atlas (homonymie).
Pour plus de détails, voir Fiche technique et Distribution.
Cloud Atlas, ou Cartographie des nuages au Québec, est un film de science-fiction germano-américain, écrit, produit et réalisé par les Wachowski et Tom Tykwer, sorti en 2012.
Il s'agit d'une adaptation du roman Cartographie des nuages (Cloud Atlas) de David Mitchell, publié en 2004. Le financement du film a été très difficile à concrétiser et le budget finalement alloué en fait l'un des films indépendants les plus coûteux de l'histoire du cinéma. Tykwer et les Wachowski ont dirigé deux équipes de tournage différentes pour réaliser chacun trois des six histoires composant le film. À sa sortie, le film a divisé la critique et a été un échec commercial aux États-Unis. Il a remporté deux Saturn Awards et cinq récompenses aux prix du film allemand.
Le film est la succession d'une multitude de séquences, de quelques secondes à plusieurs minutes chacune, qui retracent six histoires distinctes, se déroulant dans différentes parties du monde et époques (du XIXe au XXIVe siècle), reliées entre elles par des personnages ou par des indices communs. Les acteurs principaux jouent jusqu'à six rôles, un par époque, différents par l'âge, l'apparence ou le sexe, tout en illustrant une certaine continuité entre eux à travers les siècles. Deux couples notamment, unis par un fort amour, se retrouvent à des siècles d'écart, face à des adversaires (joués par Hugh Grant et par Hugo Weaving) tenaces, puissants, cruels et sans scrupule.

## Synopsis
Le scénario est constitué de six histoires se déroulant dans différents lieux à différentes époques et chacune focalisée sur un personnage central ayant en commun une tache de naissance en forme de comète quelque part sur le corps. Ces personnages sont inspirés dans leurs aventures par un héritage provenant de l'histoire précédente. De manière plus générale, les histoires se font plus ou moins toutes écho les unes aux autres par des récurrences visuelles (décors semblables, détails) ou verbales (phrases semblables, blagues devenant réalité…).

### Aventures d'Adam Ewing
1849, océan Pacifique. Adam Ewing, jeune et sympathique juriste, voyage sur un navire vers San Francisco via Honolulu. Il fait la connaissance d'Autua, un Moriori, esclave auto-affranchi passager clandestin, qu'il parvient à sauver de la mort en lui faisant intégrer l'équipage. Le cupide Dr Goose tente d'empoisonner Adam (afin de s'emparer du coffre rempli de pièces en or qu'il convoite, produit de la traite d'esclaves) en lui faisant boire une mixture afin, prétend-il, de soigner un ver intestinal. Autua sauve de justesse Adam de la tentative de meurtre. Arrivé à San Francisco, Adam retrouve son épouse Tilda : tous deux vont s'engager dans le combat antiesclavagiste.
On retrouve le couple d'acteurs Jim Sturgess (Adam Ewing) et Doona Bae (Tilda Ewing) dans les aventures du couple Sonmi-451 et Hae-Joo Chang. Au début, on peut voir que le Dr Goose ramasse des dents recrachées par des cannibales, renvoyant à l'histoire de Zachry qui se déroule elle aussi sur une côte où eurent lieu des banquets de cannibales. L'île de laquelle part Adam Ewing est celle où vivra Zachry cinq siècles plus tard. La marque de naissance d'Adam Ewing est située sur sa poitrine : on l'aperçoit au moment où le docteur Henry Goose lui ouvre sa chemise.

### Aventures de Robert Frobisher
1936, Londres, Robert Frobisher, jeune compositeur homosexuel, entretient une correspondance épistolaire avec son amant Rufus Sixsmith qu'il a dû quitter précipitamment. Embauché à Édimbourg en tant que copiste chez le célèbre musicien Vyvyan Ayrs pour mettre sur partition la musique qu'il a en tête, Robert apprend à son contact tout en écrivant sa propre œuvre, le sextuor Cloud Atlas. Il découvre également le récit d'Adam Ewing. Une nuit Vyvyan entend une mélodie dans ses rêves ; tentant de se la remémorer au réveil et de la faire noter par Robert, elle lui échappe finalement. Il se trouve que c'est l'œuvre que Robert est en train de composer. Pour les deux artistes, cette mélodie est leur œuvre commune.
Se méprenant sur les sentiments d'Ayrs, Frobisher se rapproche d'Ayrs et le touche, à la suite de cette réussite musicale commune. Ce dernier lui opposant un refus cinglant, Robert décide de partir. Ayrs lui fait un « chantage à la réputation » : s'il quitte les lieux, Robert ne trouvera aucun emploi. Robert, qui a volé le pistolet Luger d'Ayrs, blesse ce dernier (sans le tuer) au moment où Ayrs s'empare de la partition. Robert s'enfuit et termine son œuvre en se réfugiant dans un hôtel sordide. Une fois celle-ci achevée, en prenant soin de rester loin de Sixsmith tout en conservant une relation épistolaire à sens unique avec lui, il se suicide d'une balle dans la bouche dans la salle de bain de sa chambre d'hôtel. Rufus Sixsmith arrive quelques instants après le suicide de son ex-amant.
Robert Frobisher est passionné par le journal d'Adam Ewing et s'inscrit au registre de l'hôtel en tant que « Mr Ewing ». Sa marque de naissance est située en bas de son dos, juste au-dessus des fesses : on la voit au réveil de sa dernière nuit avec son amant Rufus Sixsmith. Vyvyan Ayrs rêve du Papa Song dans lequel travaille Sonmi-451. Cartographie des Nuages, l'œuvre de Frobisher, réapparaîtra dans les trois histoires suivantes, ce qui en fait l'héritage le plus durable du film. La maison de Vyvyan Ayrs devient en 2012 la maison de retraite dans laquelle est coincé Timothy Cavendish. Le train qu'emprunte Frobisher pour se rendre chez Vyvyan Ayrs est le même chemin de fer qu'empruntera Cavendish en 2012.

### Aventures de Luisa Rey
1973, San Francisco, Californie. Luisa Rey, journaliste à Spyglass Magazine, rencontre Rufus Sixsmith, personnage déjà présent dans l'histoire de Robert Frobisher ; il est devenu physicien nucléaire. Sixsmith informe Rey d'un important problème de sécurité d'une nouvelle centrale nucléaire dirigée par Lloyd Hook. Avant de lui en apporter la preuve, il est assassiné par Bill Smoke, un tueur envoyé par Hooks. Isaac Sachs, un autre scientifique travaillant pour la centrale, transmet à Rey une copie du rapport de Sixsmith. Smoke tue Sachs et fait tomber Rey, au volant de son véhicule, d'un pont. Rey échappe à la noyade et perd la copie du rapport dans l'accident.
Grâce à l'aide de Joe Napier, responsable de la sécurité de la centrale, Rey sort vivante d'une nouvelle tentative d'assassinat et comprend qu'il s'agit en fait d'une machination des compagnies pétrolières pour réduire l'utilisation du nucléaire à leur profit. Elle peut révéler toute l'affaire. Le jeune voisin de Luisa, Javier Gomez, trouve que toute cette histoire ferait un livre génial.
Le duo d'acteurs Tom Hanks (Isaac Sachs) et Halle Berry (Luisa Rey) se retrouve dans les aventures de Zachry et de Meronym. Luisa Rey lit les lettres que Robert Frobisher envoya à Sixsmith et trouve un disque vinyle rare de la Cartographie des nuages chez un disquaire (interprété par Ben Whishaw, également interprète de Frobisher). Luisa est persuadée d'avoir déjà entendu l'œuvre, ce qui est impossible vu sa rareté (qui peut être expliqué par le fait que Luisa est interprétée par Halle Berry qui interprétait Jocasta Ayrs à l'époque de Frobisher, cette dernière ayant entendu le morceau). La marque de naissance de Luisa est située sur son épaule gauche et Rufus Sixsmith vieux la lui fait remarquer lorsqu'ils sont tous deux coincés dans un ascenseur en panne.
Au début de l'histoire, Luisa menace un musicien, qu'elle vient d'interviewer, de le jeter par le balcon. Ironiquement, cette menace sera mise à exécution en 2012 par Dermot Hoggins avec le critique littéraire (le musicien et le critique littéraire étant tous deux interprétés par Alistair Petrie). L'avion de Sachs a pour destination Séoul, ce qui crée un lien avec Sonmi-451, vivant à Neo Seoul. Sixsmith meurt exactement de la même manière que son défunt amant Robert Frobisher : une balle dans la bouche (à la différence que Sixsmith a été assassiné et que Frobisher s'est suicidé).
Le couple d'acteurs Doona Bae et Jim Sturgess apparaît ici brièvement : ils figurent sur une photo montrée par Sixsmith à Luisa dans laquelle ils possèdent les traits des parents de Megan.

### Aventures de Timothy Cavendish
2012, Royaume-Uni. L'éditeur Timothy Cavendish connaît un succès financier jusqu'à ce que Dermot Hoggins, un auteur qu'il publie, projette à la surprise générale un célèbre critique littéraire du haut d'un immeuble, le tuant sur le coup. Ses créanciers absorbent ensuite la majeure partie de ses bénéfices si bien que, lorsque les frères de son client viennent le trouver pour qu'il leur remette sous 24 heures la somme de 50 000 livres sterling, il n'a pas les moyens de les payer. Il appelle à l'aide son frère Denholme, qui lui donne l'adresse d'une pension de famille sûre et discrète.
Tim Cavendish s'y cache donc. Elle s'avère être en réalité une résidence pour personnes âgées, dotée d'un règlement digne d'une prison. Son principal actionnaire n'est autre que le frère de Timothy, qui veut ainsi se venger d'une liaison que Tim a entretenue avec sa femme Georgette. Avec trois autres camarades, il s'échappe de cette « prison », fuyant ses gardiens et la sadique infirmière Noakes, avant de retrouver son amour de jeunesse et d'écrire son autobiographie.
Tim Cavendish lit le manuscrit de l'histoire de Luisa Rey écrit par Javier Gomez, qui était le jeune voisin de celle-ci. Sa marque de naissance est située sur sa cuisse gauche, et se remarque lors d'une scène où Cavendish se remémore sa « première fois » avec son amour de jeunesse, lorsqu'ils s'installent dans le lit de cette dernière. La musique Cartographie des Nuages passe en fond sonore dans la maison de retraite.
La maison de retraite est l'ancienne maison de Vyvyan Ayrs, tandis que le bar dans lequel est tué le critique a une structure semblable au Papa Song dans lequel travaille Sonmi-451. Le train qu'emprunte Cavendish suit le même chemin que celui qu'a emprunté Robert Frobisher en 1936.
Lors de sa première tentative d'évasion de la maison de retraite, Cavendish crie « Le Soleil Vert, c'est de la chair humaine ! ». Ironiquement, le cannibalisme évoqué comme une blague (par une référence au film Soleil vert) deviendra réalité aux époques de Sonmi-451 (où les fractaires sont recyclés pour servir de nourriture) et de Zachry (où une tribu rivale est cannibale).
Dans l'histoire de Frobisher, Ben Whishaw avait (sans succès) tenté une aventure avec Jim Broadbent (alors sous les traits de Vyvyan Ayrs). Ici, les deux acteurs obtiennent finalement la liaison qu'ils voulaient, Jim Broadbent en tant que Cavendish et Ben Whishaw en tant que Georgette. Le couple d'acteurs Tom Hanks et Halle Berry réapparaît brièvement : avant que Tom Hanks (Dermot Hoggins) ne tue le critique, il aperçoit une jeune invitée qui semble lui plaire, interprétée par Halle Berry.

### Aventures de Sonmi-451
2144, Neo Seoul, péninsule de Corée (l'actuelle Séoul a été engloutie à la suite de la hausse du niveau de la mer). La société est régie par des corporations consuméristes sous l'empire d'une organisation appelée Corpocratie, qui fait régner une idéologie appelée l'Unanimité. La clone Sonmi-451, qui travaille dans une cafétéria appelée Papa Song, fait inopinément la rencontre d'un jeune révolutionnaire faisant partie de l'Union rebelle, Hae-Joo Chang, qui va l'éduquer et lui montrer les tares de la société dans laquelle ils vivent. Ils sont poursuivis par les forces de la répression politique. Au moment où le quartier général des rebelles va être attaqué et anéanti, Sonmi-451 a une révélation métaphysique : elle diffuse une oraison par télévision et radio, en direction des autres pays et des planètes extérieures. Cette oraison, d'une durée de 18 minutes, expose que tout est lié, dans le temps comme dans l'espace, que l'on n'est jamais seul, que nos actes résultent de ce qui s'est produit dans le passé et qu'ils changent l'avenir.
Faite prisonnière, elle est interrogée par un archiviste, à qui elle raconte sa courte vie. À la fin de son audition, l'archiviste, au regard de son message révolutionnaire, demande à Sonmi si elle n'a pas peur que personne ne croie en ce qu'elle dit. Elle répond « Quelqu'un y croit déjà », faisant référence à l'archiviste, qui ne répond pas, troublé. Peu après, elle est exécutée comme traître. Son message se propage très vite sur la planète, au point qu'elle devient une sorte de messie, et même une déesse si on se réfère aux aventures de Zachry deux siècles plus tard, où celui-ci dit : « Tous s'émerveillaient comme si Sonmi en personne était assise dans notre cuisine ! » ainsi que quelques instants plus tard, la petite idole de métal très semblable à Sonmi.
Sonmi-451 regarde le film The Ghastly Ordeal of Timothy Cavendish, en français L'épouvantable calvaire de Timothy Cavendish, adapté de l'autobiographie de Timothy Cavendish (joué par Tom Hanks dans ce film). Durant son histoire, en 2012, Cavendish fait part de son envie de faire de son incroyable aventure un film. La marque de naissance de Sonmi-451 est située sur son cou. Elle est révélée lorsque l'Union lui retire son collier, et qu'elle devient libre de changer son destin. Cloud Atlas est repris ici comme chant de l'Exultation des fractaires et est également joué par un musicien dans les rues de Neo Seoul (interprété par Jim Broadbent, qui jouait Vyvyan Ayrs à l'époque de Frobisher).
Le couple d'acteurs Doona Bae et Jim Sturgess revient, cette fois-ci en tant que Sonmi-451 et Hae-Joo Chang.

### Aventures de Zachry
2321, 106 ans après la chute, dans un futur post-cataclysmique. Zachry, homme en proie aux hallucinations causées par le Vieux Georgie (le Diable), vit dans une tribu peu avancée sur le plan technologique, en butte aux attaques violentes des terribles cannibales Kona. Arrive alors Meronym, une ethnologue issue du dernier bastion de civilisation technologique, les Prescients, venue étudier les coutumes locales, surtout à la recherche du moyen de diffusion utilisé par Sonmi-451. Son but est d'envoyer un message de détresse à des planètes extra-solaires, son peuple se mourant sur Terre.
Meronym guérit la nièce adorée de Zachry, et celui-ci la conduit alors au sommet d'une montagne « taboue », censée abriter des esprits malfaisants. Tous deux parviennent à atteindre le sommet ; Meronym lance son appel de détresse. En chemin de retour, ils découvrent horrifiés que tout le village de Zachry a été massacré par les Konas. Effondré, Zachry égorge le chef des Konas qui s'est enivré dans une maison, et découvre sa jeune nièce, vivante, cachée dans un placard. Tous deux s'enfuient. Pourchassés par la bande Kona, ils livrent un combat qui voit triompher Zachry, grandement aidé par Meronym qui l'a suivi. Leur lien, amical et cordial jusque-là, devient un amoureux et ils partent ensemble sur le vaisseau des Prescients. La fin du film voit Zachry et Meronym âgés vivre heureux et simplement sur une lointaine planète extrasolaire, avec à leurs côtés leurs petits-enfants, à qui ils racontent les aventures qu'ils ont eues des décennies plus tôt.
La religion de la tribu de Zachry est la vénération de Sonmi-451 et Meronym lui raconte sa véritable histoire. Sa marque de naissance est située à l'arrière de son crâne. Elle est visible à la toute fin du film, lors de la scène finale.
L'intérieur du Mona Sol est identique au bâtiment dans lequel Sonmi a prononcé son oraison. De plus, le pendentif bleu de Zachry renvoie au bouton du veston d'Adam Ewing. Une maxime d'Henry Goose de 1849 est reprise par le Vieux Georgie (« Les faibles sont pitance dont les forts s'emplissent la panse »). L'île sur laquelle vit Zachry est celle d'où Adam Ewing est parti cinq siècles plus tôt, bouclant ainsi le cycle des histoires.

## Fiche technique
Il y eut une séparation des tâches pour tourner des sketchs. Les Wachowski réalisèrent les segments 1849, 2144 et 2321 (historique et futuristes). Tom Tykwer réalisa les segments 1936, 1973 et 2012 (modernes et contemporain). Chaque réalisateur disposa de sa propre équipe technique, précisée au générique de fin.
- Titre original et français: Cloud Atlas
- Titre québécois : Cartographie des nuages
- Réalisation : les Wachowski (alors crédités sous le nom de Lana et Andy Wachowski) et Tom Tykwer
- Scénario : les Wachowski et Tom Tykwer, d'après Cartographie des nuages (Cloud Atlas) de David Mitchell
- Musique : Reinhold Heil, Johnny Klimek et Tom Tykwer
- Décors : Hugh Bateup et Uli Hanisch
- Costumes : Kym Barrett et Pierre-Yves Gayraud
- Photographie : Frank Griebe et John Toll
- Montage : Alexander Berner
- Maquillage : Heike Merker
- Production : Stefan Arndt, Alex Boden, Grant Hill, Tom Tykwer, Lana et Andy Wachowski
  - Production déléguée : Philip Lee et Uwe Schott
  - Coproduction : Alexander van Duelmen et Roberto Malerba
- Sociétés de production : Anarchos Pictures, Cloud Atlas Productions et X-Filme Creative Pool
- Sociétés de distribution : Warner Bros. (États-Unis, Canada) ; Focus Features (international)
- Budget : 102 000 000 de dollars[2]
- Pays de production :  Allemagne,  États-Unis
- Langues originales : anglais et plus secondairement coréen, espagnol et ukrainien
- Format : couleur — 2,35:1 — 35 mm — son Dolby Digital / DTS / SDDS / Dolby Surround 7.1 / Dolby Atmos
- Genre : Science-fiction
- Durée : 172 minutes
- Dates de sortie[3] :
  - Canada : 8 septembre 2012 (Festival international du film de Toronto) ; 26 octobre 2012 (sortie nationale)
  - États-Unis : 26 octobre 2012
  - Allemagne : 15 novembre 2012
  - France : 13 mars 2013
  - Belgique : 20 mars 2013
- Classifications :
  - États-Unis : R
  - France : tous publics

## Distribution
| Acteur                                                               | Le Journal de la traversée du Pacifique d'Adam Ewing (1849) | Lettres de Zedelghem (1936) | Demi-vies, la première enquête de Luisa Rey (1973) | L'Épouvantable Calvaire de Timothy Cavendish (2012) | L'Oraison de Sonmi-451 (2144)        | La Croisée de Sloosha (2321)  |
| -------------------------------------------------------------------- | ----------------------------------------------------------- | --------------------------- | -------------------------------------------------- | --------------------------------------------------- | ------------------------------------ | ----------------------------- |
| Tom Hanks (VF : Jean-Philippe Puymartin ; VQ : Bernard Fortin)       | Dr Henry Goose                                              | le tenancier de l'hôtel     | Isaac Sachs                                        | Dermot Hoggins                                      | l'acteur jouant le rôle de Cavendish | Zachry                        |
| Halle Berry (VF : Annie Milon ; VQ : Isabelle Leyrolles)             | une indigène                                                | Jocasta Ayrs                | Luisa Rey                                          | une invitée à la fête                               | Ovid                                 | Meronym                       |
| Jim Broadbent (VF : Jean-Claude Donda ; VQ : Marc Bellier)           | Capitaine Molyneux                                          | Vyvyan Ayrs                 | Pas d'apparition                                   | Timothy Cavendish                                   | un musicien coréen                   | Prescient 2                   |
| Hugo Weaving (VF : Féodor Atkine ; VQ : Vincent Davy)                | Haskell Moore                                               | Tadeusz Kesselring          | Bill Smoke                                         | l'infirmière Noakes                                 | Mephi, membre du Conseil             | Vieux Georgie                 |
| Jim Sturgess (VF : Donald Reignoux ; VQ : Philippe Martin)           | Adam Ewing                                                  | un pauvre client de l'hôtel | le père de Megan                                   | Écossais du bar                                     | Hae-Joo Chang                        | Adam, le beau-frère de Zachry |
| Doona Bae (VF : Geneviève Doang ; VQ : Violette Chauveau)            | Tilda Ewing                                                 | Pas d'apparition            | la mère de Megan, une Mexicaine                    | Pas d'apparition                                    | Sonmi~451                            | Pas d'apparition              |
| Doona Bae (VF : Geneviève Doang ; VQ : Violette Chauveau)            | Tilda Ewing                                                 | Pas d'apparition            | la mère de Megan, une Mexicaine                    | Pas d'apparition                                    | Sonmi~351                            | Pas d'apparition              |
| Doona Bae (VF : Geneviève Doang ; VQ : Violette Chauveau)            | Tilda Ewing                                                 | Pas d'apparition            | la mère de Megan, une Mexicaine                    | Pas d'apparition                                    | une prostituée Sonmi                 | Pas d'apparition              |
| Ben Whishaw (VF : Yoann Sover ; VQ : Nicolas Charbonneaux-Collombet) | un mousse                                                   | Robert Frobisher            | l'employé de la boutique de disques                | Georgette                                           | Pas d'apparition                     | un membre de la tribu         |
| James D'Arcy (VF : Arnaud Bedouet ; VQ : François Godin)             | Pas d'apparition                                            | Rufus Sixsmith, jeune       | Rufus Sixsmith, vieux                              | l'infirmier James                                   | l'archiviste                         | Pas d'apparition              |
| Zhou Xun (VF : Victoria Grosbois ; VQ : Catherine Bonneau)           | Pas d'apparition                                            | Pas d'apparition            | Talbot / directrice de l'hôtel                     | Pas d'apparition                                    | Yoona~939                            | Rose                          |
| Keith David (VF : Saïd Amadis ; VQ : Pierre Chagnon)                 | Kupaka                                                      | Pas d'apparition            | Joe Napier                                         | Pas d'apparition                                    | An-Kor Apis                          | Prescient                     |
| David Gyasi (VF : Gunther Germain ; VQ : Marc-André Bélanger)        | Autua                                                       | Pas d'apparition            | Lester Rey                                         | Pas d'apparition                                    | Pas d'apparition                     | Duophysite                    |
| Susan Sarandon (VF : Béatrice Delfe ; VQ : Claudine Chatel)          | Madame Horrox                                               | Pas d'apparition            | Pas d'apparition                                   | Ursula, vieille                                     | Yosouf Suleiman                      | l'Abbesse                     |
| Hugh Grant (VF : Thibault de Montalembert ; VQ : Daniel Picard)      | Révérend Giles Horrox                                       | Gérant de l'hôtel           | Lloyd Hooks                                        | Denholme Cavendish                                  | Superviseur Rhee                     | Chef Kona                     |

1. 1 2 3 4 5 6  Personnage portant une étoile filante sur son corps.

Sources doublage : AlloDoublage (VF) et doublage.qc.ca (VQ)

## Production

### Développement

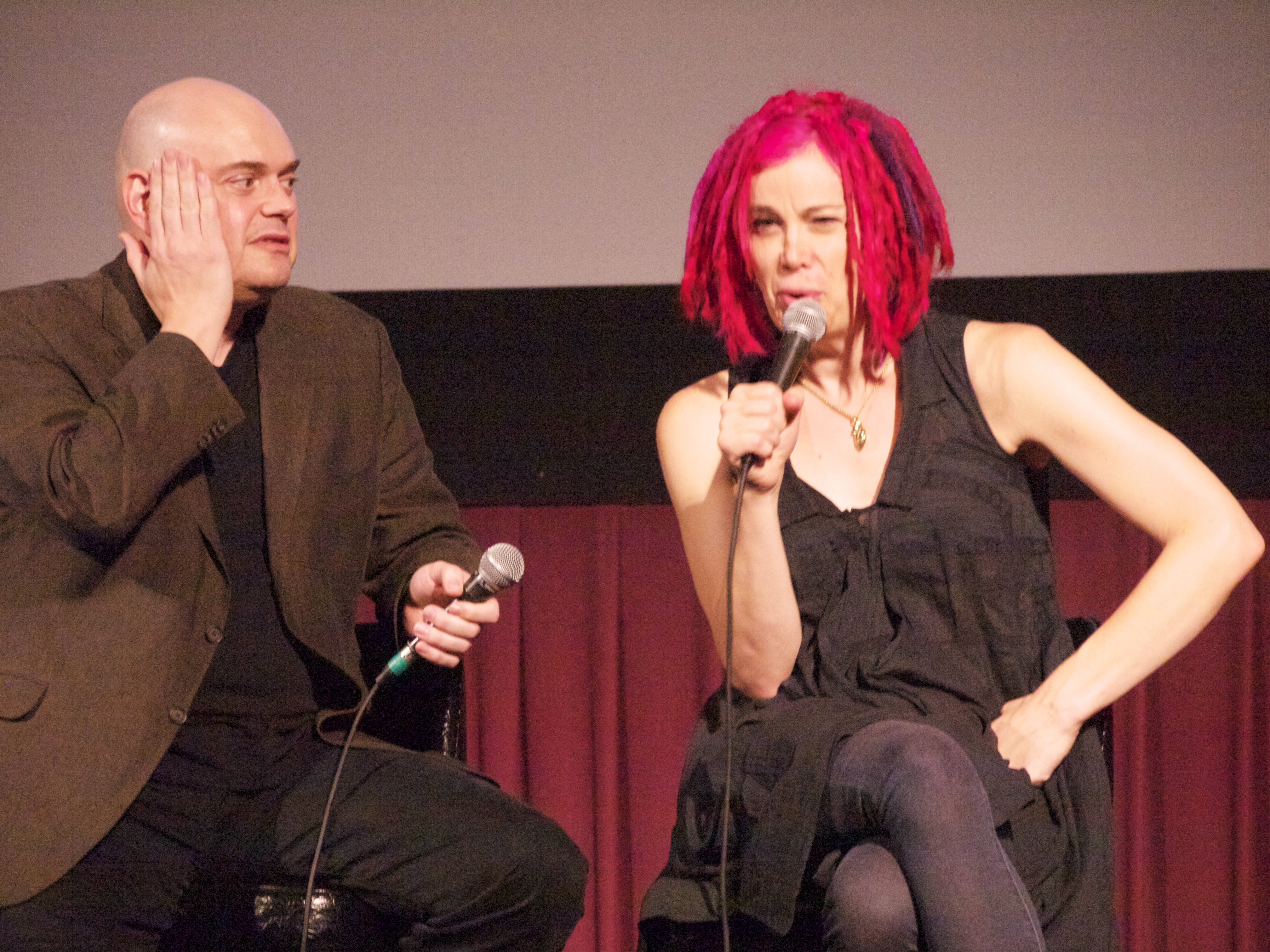
Les Wachowski à la première de Cloud Atlas.

En 2005, lors du tournage de V pour Vendetta, Natalie Portman fait découvrir le roman Cartographie des nuages, de David Mitchell, aux Wachowski. Toutes deux tombent sous le charme du roman et décident de l'adapter au cinéma. Elles acquièrent ses droits d'adaptation et proposent à leur ami Tom Tykwer de collaborer avec elles sur le projet. Après avoir lu le livre à son tour pendant l'été 2006, Tykwer accepte avec enthousiasme mais les trois réalisateurs sont pris par d'autres projets et doivent différer celui-ci.

« Nous avons été immédiatement attirés par l'envergure des idées véhiculées par le livre : la compassion pour les êtres humains, la hardiesse et l’audace de l’écriture. C’est une histoire à la fois classique et pourtant complètement nouvelle. D’un point de vue thématique, le livre transcende les frontières entre les communautés, les sexes, les lieux et le temps. Il nous raconte une histoire qui place la nature humaine bien au-delà de ces frontières. C’est ce qui nous a touchés lorsque nous avons lu le roman et nous avons alors commencé à travailler sur le scénario. »

— Lana Wachowski
En janvier 2009, Tom Tykwer déclare son intention d'écrire un scénario tiré du roman en collaboration avec les Wachowski. Tous les trois se retrouvent au Costa Rica le mois suivant pour l'écriture du premier jet. Conscients que la structure du roman ne fonctionnerait pas pour leur film, ils consacrent plusieurs semaines à ficher les scènes et les liens entre les personnages du livre afin d'entrelacer plus directement les différentes intrigues. Ils décident ainsi que les acteurs principaux interprèteront plusieurs personnages incarnant une même âme.
Depuis 2007, les Wachowski ont tenté vainement de faire financer le film par une grande société de production et se décident finalement à faire un film indépendant en faisant appel à de nombreux investisseurs. Le projet est financé en grande partie par des partenaires financiers allemands et un budget prévisionnel de 140 000 000 $ est d'abord annoncé. Cependant, certains investisseurs se retirent ou font faillite et il est revu à la baisse, les Wachowski devant même apporter 7 000 000 $ de leurs fonds personnels pour le compléter après avoir envisagé plusieurs fois d'annuler la production. Le budget finalement fixé à un peu plus de 100 000 000 $ fait néanmoins de la production l'un des films les plus coûteux de l'histoire du cinéma indépendant. Certains acteurs engagés pour le film sont inquiets de l'instabilité financière du projet mais le soutien inconditionnel de Tom Hanks envers celui-ci les persuade de tenir leur engagement. En avril 2011, les Wachowski annoncent qu'elles coréaliseront le film avec Tykwer.

### Choix des interprètes
| |  |  |
| Les acteurs James D'Arcy et Halle Berry, ici à la première du film au Festival international du film de Toronto 2012. |  |  |

En juin 2010, Tom Tykwer approche les acteurs Natalie Portman, Tom Hanks, Halle Berry, James McAvoy et Ian McKellen pour jouer dans le film. Portman, McAvoy et McKellen ne sont finalement pas dans le film mais Hanks et Berry acceptent. Cependant, Hugo Weaving, Ben Whishaw, Susan Sarandon et Jim Broadbent rejoignent la distribution en mai 2011,. Hugh Grant signe pour jouer dans le film quelques jours à peine avant le début du tournage. Il doit initialement jouer cinq rôles mais insiste pour en interpréter un sixième, héritant ainsi de celui de Denholme Cavendish dans la quatrième histoire.

### Tournage
Le tournage commence le 16 septembre 2011 et se termine le 21 décembre. Tom Tykwer et les Wachowski filment en parallèle avec deux équipes de tournage bien distinctes. Les Wachowski réalisent l'histoire se déroulant au XIXe siècle et les deux situées dans le futur, alors que Tykwer dirige les histoires se tenant dans les années 1930, 1970 et 2012.

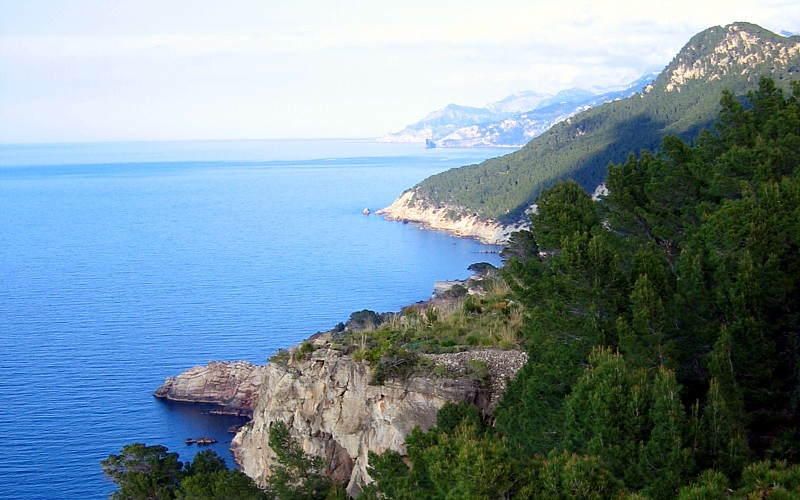
Vue côtière de la Serra de Tramuntana, l'un des lieux de tournage du film.

Les studios de Babelsberg, situés à Potsdam, en Allemagne, sont le camp de base de l'équipe de production du film. Le tournage se déroule également en Écosse, à Glasgow pour les scènes censées se dérouler à Londres et à San Francisco, à Édimbourg et Dumbarton pour plusieurs scènes de l'histoire de Robert Frobisher, et sur le pont du Clackmannanshire, près d'Alloa. Les extérieurs de la première et dernière histoire sont tournés en six semaines sur l'île de Majorque, principalement dans la Serra de Tramuntana et dans les municipalités d'Escorca et Sóller.
Des répétiteurs présents sur le tournage aident les acteurs lorsque ceux-ci interprètent des rôles impliquant un changement de sexe ou une identité culturelle très différente de la leur. Halle Berry se casse le pied droit après quelques jours de tournage à Majorque, ce qui oblige la production à réaménager son planning de tournage. L'actrice, ainsi que Tom Hanks, tournent ainsi des scènes pour d'autres histoires en Allemagne avant de revenir tous deux à Majorque lorsque l'état de son pied peut lui permettre des scènes d'escalade en extérieurs. David Mitchell visite le plateau de tournage de Babelsberg et en profite pour faire un caméo dans le rôle d'un agent double du Séoul de 2144.

### Montage
Lors de l'étape de montage, les réalisateurs décident que les coupures entre les histoires se feront de manière abrupte au début du film puis qu'elles s'adouciront progressivement avec de plus en plus de chevauchements sonores et des scènes qui se répondent l'une à l'autre en parallèle. Il est suggéré de cette façon que les frontières entre les histoires se dissolvent au fur et à mesure que le film avance.

### Musique
La musique du film est composée par le coréalisateur Tom Tykwer et ses collaborateurs habituels, Reinhold Heil et Johnny Klimek. Tous trois commencent à travailler dessus plusieurs mois avant le début du tournage afin que l'équipe du film puisse s'en inspirer pour le ton des scènes à ce moment-là. La musique joue en effet un rôle très important dans le film car elle relie les thèmes et les concepts narratifs à travers les six segments de l'histoire. La musique est enregistrée à Leipzig par les musiciens de l'orchestre symphonique Mitteldeutscher Rundfunk et les chœurs de la radio de Leipzig. La bande originale du film sort le 6 novembre 2012 sous le label WaterTower Music.

## Accueil

### Sortie du film etbox-office
Le film est projeté pour la première fois en public le 8 septembre 2012 lors du Festival international du film de Toronto, où il reçoit une standing ovation de dix minutes. David Mitchell, présent à la projection, affirme qu'il a trouvé le film « magnifique » et que les réalisateurs ont « vraiment bien démonté la structure » de son livre « et qu'ils l'ont très bien réassemblée par la suite ».
Warner Bros. et Focus Features se partagent la distribution du film. Il sort en Amérique du Nord le 26 octobre 2012 dans un peu plus de 2 000 salles et ne rapporte que 9 600 000 $ pour son week-end d'ouverture, ce qui est considéré comme « décevant mais pas surprenant » par les analystes qui estiment que l'histoire était très difficile à vendre pour le public américain et que la durée du film était un autre facteur handicapant. Il sort en Chine en janvier 2013 dans une version amputée de 40 minutes par la censure.
Le film rapporte 130 482 868 $ au box-office mondial, pour un budget initial de 102 millions . Il a réalisé 439 470 entrées en France et 102 358 en Suisse. Il a dépassé les deux millions d'entrées en Russie (2 192 386) et le million d'entrées en Allemagne (1 147 114).
| Pays                | Box-office   | Pays         | Box-office  | Pays               | Box-office  |
| ------------------- | ------------ | ------------ | ----------- | ------------------ | ----------- |
| Chine               | 27 710 000 $ | Corée du Sud | 3 023 466 $ | Espagne            | 1 136 104 $ |
| États-Unis + Canada | 27 108 272 $ | Royaume-Uni  | 2 524 295 $ | Pays-Bas           | 1 072 340 $ |
| Russie              | 17 021 626 $ | Mexique      | 2 000 048 $ | République tchèque | 1 026 637 $ |
| Allemagne           | 12 663 498 $ | Ukraine      | 1 888 105 $ | Autriche           | 868 122 $   |
| Brésil              | 4 931 137 $  | Turquie      | 1 803 417 $ | Thaïlande          | 808 704 $   |
| Italie              | 4 900 481 $  | Japon        | 1 443 331 $ | Argentine          | 780 947 $   |
| France              | 3 458 987 $  | Hong Kong    | 1 379 007 $ | Portugal           | 714 008 $   |
| Pologne             | 3 118 636 $  | Australie    | 1 261 330 $ | Hongrie            | 636 398 $   |

### Accueil critique
Le film recueille 66 % de critiques favorables, avec une note moyenne de 6,7/10 et sur la base de 288 critiques collectées, sur le site Rotten Tomatoes. Sur Metacritic, il obtient un score de 55⁄100 sur la base de 45 critiques collectées. En France, il obtient une note moyenne de 3,4/5 pour les 29 critiques recensées sur le site AlloCiné.
Parmi les critiques positives, pour Romain Blondeau, des Inrockuptibles, « chacune des histoires qui composent le film vibre ainsi de la même pulsion libertaire » et « ce qui élève le film, bouleverse et électrise, c'est […] surtout cette idée géniale qui consiste à faire incarner aux mêmes acteurs plusieurs rôles différents dans une valse freak et transformiste ». Roger Ebert, du Chicago Sun-Times, estime que c'est « l'un des films les plus ambitieux jamais réalisés » et que c'est une fascinante « démonstration du caractère magique et onirique du cinéma ». Olivier Séguret, de Libération, évoque « une fresque démesurée et délirante, qui brasse les genres et les époques » et qui est « d’une telle audace » qu'elle « nous égare souvent dans les nébulosités de sa logique narrative » tout en conservant un « vrai aplomb lyrique ». Mick LaSalle, du San Francisco Chronicle, estime que « dans la série des films qui tentent de communiquer une expérience globale de la vie », Cloud Atlas « réussit mieux que la plupart » et que les histoires se déroulant au XXe siècle et surtout celle de 2144 sont les plus captivantes alors que celle située dans un lointain futur est à l'inverse celle qui empêche le film « d'atteindre l'excellence ». Pour Stéphanie Belpêche, du Journal du dimanche, c'est « une saga épique, inclassable et bouleversante » où les réalisateurs « opèrent un vrai tour de force en orchestrant cette symphonie cinématographique, qui nous emporte dans un tourbillon d'émotions grâce à son écriture magistrale et à son montage feuilletonesque vertigineux ».
Du côté des critiques mitigées, Éric Vernay, de Première, estime que « les épisodes de ce blockbuster transgenre s'agrègent avec un certain brio » mais « peinent à s'enrichir mutuellement. L’idée prend le pas sur l’affect, nous laissant à distance de ce fascinant puzzle ». Ann Hornaday, du Washington Post, trouve que le film pèche parfois par « autosatisfaction » mais qu'il présente à d'autres moments « le genre d'audace et d'ingéniosité dont le cinéma a désespérément besoin à notre époque », et que les maquillages « peuvent être franchement gênants » mais que les acteurs « réussissent à créer des personnages marquants ». Pour Vincent Ostria, de L'Humanité, « malgré l’audace du montage alterné et les nombreuses passerelles entre les épisodes, le résultat reste inégal, encombré par les costumes et les maquillages », le meilleur récit étant « l’épisode orwellien de 2144 » et son « saisissant imaginaire dramaturgique et plastique ». Claudia Puig, de USA Today, estime que « la photographie est splendide, le montage habile, les décors irréprochables et les maquillages stupéfiants » mais que les histoires sont inégales et que le film « peine à émouvoir ».
Parmi les critiques négatives, Christophe Carrière, de L'Express, estime que le film « est un maelström d'images et d'histoires dont il faut bien une heure pour saisir le sens… et presque deux autres pour voir le bout » et que « la beauté de l'ouvrage ne sauve pas une facture brouillonne et simplette ». Pour Kenneth Turan, du Los Angeles Times, le film est plombé par « un manque d'habileté en termes d'écriture du scénario, de réalisation et de jeu d'acteurs » et qu'il « cherche à atteindre une profondeur qui reste hors de sa portée ». Louis Guichard, de Télérama, évoque « un conglomérat de fragments de nanars » où « l'originalité est passée dans la structure, et non dans l'action, souvent faible ou carrément grotesque ». Pour Nick Pinkerton, du Village Voice, le film est « déplaisant » et rempli de « foutaises sur l'art et l'amour » alors que ses segments « ressemblent plus à de longues bandes-annonces qu'à une unité narrative ».
Dans un entretien l'acteur Tom Hanks considère ce film comme un des deux films auquel il est le plus attaché (avec Seul au monde). Il cite notamment un échange entre deux autres acteurs : « Tu n'es qu'une goutte d'eau dans l'océan — Qu'est-ce qu'un océan si ce n'est une multitude de gouttes d'eau ? ».

## Distinctions
Cette section récapitule les principales récompenses et nominations obtenues par le film. Pour une liste plus complète, se référer à l'Internet Movie Database

### Récompenses
- Washington D.C. Area Film Critics Association Awards 2012 : meilleure direction artistique
- San Diego Film Critics Society Awards 2012 : meilleurs décors
- Austin Film Critics Association Awards 2012 : meilleure musique de film pour Reinhold Heil, Johnny Klimek et Tom Tykwer
- Saturn Awards 2013 : meilleur montage et meilleur maquillage
- Prix du film allemand 2013 : meilleure photographie, meilleur montage, meilleurs décors, meilleurs costumes et meilleur maquillage
- Critics' Choice Movie Awards 2013 : meilleur maquillage
- Online Film Critics Society Awards 2013 : meilleur montage
- Houston Film Critics Society Awards 2013 : meilleure musique de film pour Reinhold Heil, Johnny Klimek et Tom Tykwer

### Nominations et sélections
- Satellite Awards 2012 : meilleur montage, meilleurs costumes et meilleurs effets spéciaux
- Golden Globes 2013 : meilleure musique de film pour Reinhold Heil, Johnny Klimek et Tom Tykwer
- Saturn Awards 2013 : meilleur film de science-fiction, meilleurs décors et meilleurs costumes
- Prix du film allemand 2013 : meilleur film, meilleure réalisation, meilleure musique et meilleur son
- Critics' Choice Movie Awards 2013 : meilleurs costumes et meilleurs effets spéciaux
- Art Directors Guild Awards 2013 : meilleure direction artistique d'un film fantastique pour Uli Hanisch et Hugh Bateup
- Black Reel Awards 2013 : meilleure actrice pour Halle Berry

## Sortie vidéo
Sur le marché vidéo, Cloud Atlas est distribué en DVD et disque Blu-ray le 14 mai 2013 en région 1 et le 13 juillet 2013 en région 2.

## Analyse
Avec Cloud Atlas, les Wachowski voulaient réaliser leur propre 2001, l'Odyssée de l'espace. Le film s'érige ainsi en prophétie pessimiste retraçant l'histoire de l'humanité au travers de six récits, passant par l'avènement d'un hyper-capitalisme et se terminant avec la déchéance de notre civilisation. Il met en scène une humanité répétant les mêmes cycles, s'exprimant dans une perspective de « la plus grande leçon de l'histoire, c'est qu'on ne retient pas de leçon de l'histoire ». On y présente notamment l'exploitation des hommes sous différentes formes à chaque époque, dégageant un ordre établi reposant sur la maxime « le faible est la nourriture dont le fort se nourrit », les hommes de pouvoir représentant l'adversaire, le mal de l'humanité. Le film oppose à ces derniers la notion de révolution intérieure, s'exprimant ici par la réponse d'Adam Ewing lorsqu'on lui dit qu'il n'est qu'une goutte d'eau insignifiante dans un vaste océan : « qu'est-ce qu'un océan ? si ce n'est une multitude de gouttes d'eau ? », et par celle de Sonmi-451 lorsque l'archiviste lui demande pourquoi elle exprime une vérité en laquelle personne ne croit : « quelqu'un y croit déjà ».
La manière dont se présente le récit permet d'aborder certaines questions existentielles et de proposer une réflexion sur la nature et la condition humaine : le film traite aussi bien de l'amour, qui occupe une place très importante dans l'histoire, que de la mort et la vie après la mort, de la liberté des individus et de la rédemption. L'un des propos du film est d'illustrer la manière dont chaque décision individuelle à une époque donnée peut se répercuter et avoir une incidence amplifiée par l'effet papillon, bonne ou mauvaise, sur la vie des autres, dans un espace-temps qui n'est pas le même. Selon Tom Hanks : « Les personnages sont souvent témoins d'un événement qui pourrait changer leurs vies pour toujours et ils doivent agir. Ils peuvent être des héros ou des lâches. La question est de savoir ce qu’est l’Histoire, sinon d’innombrables moments comme ceux-ci, reliés les uns aux autres. Qu’est-ce que la condition humaine sinon une série de décisions qu’il faut prendre ? ». Le cannibalisme est également l'un des thèmes récurrents du film, la façon dont il est introduit à différentes époques étant un signe de l'évolution de la société.
Le thème de la réincarnation, déjà présent dans le roman de David Mitchell mais limité aux personnages partageant une tache de naissance de la forme d'une comète, est renforcé dans le film car les acteurs principaux interprètent tous plusieurs rôles. La tache de naissance n'est pas dans le film le « signe de la réincarnation d'une âme mais plutôt de l’esprit de révolte qui les anime ». Chacun des différents personnages interprétés par un même acteur ou une même actrice constitue la réincarnation du personnage de l'époque précédente, ce qui crée ainsi des arcs narratifs d'évolution de personnages qui transcendent la durée de vie humaine. Ainsi, les réincarnations de Tom Hanks apprennent progressivement le courage et l'altruisme et celles de Jim Broadbent l'humilité, alors que celles de Hugh Grant sont marquées par l'égoïsme et empirent jusqu'à le faire tomber dans la sauvagerie et que celles de Hugo Weaving représentent des figures d'asservissement qui finissent par disparaître pour devenir une abstraction représentant le mal. Les réincarnations de Halle Berry et Bae Doo-na acquièrent plus d'assurance et de pouvoir jusqu'à devenir des figures inspirant des actes héroïques pour Tom Hanks et Jim Sturgess, alors que celles de Ben Whishaw et James D'Arcy sont plus ambigües et n'ont pas d'évolution précise. La mort d'un personnage n'est donc pas une fatalité, comme le souligne David Mitchell : « Dans un monde où la réincarnation est possible et dans un film où le passé, le présent et le futur s'enchevêtrent, la mort est juste un nouveau point de passage d’un univers à l’autre ».

### Définition desgenres
Plusieurs critiques sur internet tentèrent de donner les influences de films ou genre pastiché,,.
- 1849 : Film historique
- 1936 : Mélodrame, comparaison avec James Ivory (surtout Maurice)
- 1973 : Thriller paranoïaque, comparaison avec Sydney Pollack
- 2012 : Comédie British
- 2144 : Anticipation, dans la veine de Blade Runner
- 2321 : Post-apocalyptique

### Différences avec le roman
Le film s'écarte du roman sur plusieurs points :
- La différence la plus notable est que le film laisse se succéder et s'entre-couper les six histoires — avec certaines scènes dans le film qui se retrouvent au début. Or dans le livre, certaines scènes sont en toute fin de l'histoire (exemple : Robert Frobisher), alors que la structure du roman se poursuit par la narration du début de chacune des histoires et leur fin dans le même ordre (Adam Ewing-Robert Frobisher-Luisa Rey-Thimothy Cavendish-Somni~451-Zachry-Somni~451-Thimothy Cavendish-Luisa Rey-Robert Frobisher-Adam Ewing). Le film repose visuellement sur la récurrence d'acteurs, que l'on retrouve sous les traits de personnages distincts vivant à des époques différentes, laissant penser qu'il y a une réminiscence de ces personnages à travers les siècles, si ce n'est une réincarnation, alors que le roman n'évoque ni ne laisse supposer aucun personnage récurrent, chacun des personnages ayant sa propre vie et un caractère distinct des autres. Mais l'idée même de récurrence ou de rémanence, de continuité ou de permanence est bel et bien soutenue par l'auteur comme le cœur du roman, accentuée dans le film par la distribution des rôles dans chacune des histoires.
- S'agissant d'Adam Ewing, le roman passe beaucoup de temps à décrire la culture des Moriori (peuple vivant sur l'île dans laquelle commence le récit) et leur opposition aux Maori, ce que le film n'évoque jamais. L'esclavage est certes présent dans le roman, mais de manière bien plus complexe que ne le fait le film : dans le roman, les Moriori sont esclaves des Maori, tandis que le film présente les Noirs esclaves des Blancs. De la même manière, dans le roman, Autua est discriminé à bord du navire parce qu'il est un « sauvage » moriori, alors que dans le film, il est discriminé parce qu'il est noir.
- S'agissant de Robert Frobisher, le film fait état de manière évidente de la bisexualité du personnage, qui finira par blesser Vyvyan Ayrs avec un pistolet. Le roman en revanche ne mentionne aucune tentative de meurtre du compositeur et n'évoque qu'indirectement l'homosexualité du personnage sans en faire un élément essentiel du récit. En revanche, les lettres de Frobisher, dans le roman, mentionnent longuement la relation qu'entretient Frobisher avec Jocasta (épouse d'Ayrs) et son évolution plus intimiste puis celle avec Eva (fille d'Ayrs et de Jocasta qui n'est absolument pas mentionnée dans le film) dans sa représentation de l'idylle finalement désabusée. La liberté de mœurs du protagoniste, dans le roman, est induite dans la juxtaposition apparente dans les scènes et la description qu'il en fait de façon arrogante par rapport aux personnages qu'il côtoie (dont la plupart ne font pas partie du film). L'action du roman se déroule en Belgique (près de Bruges) tandis que celle du film est censée se dérouler en Grande-Bretagne, dans la maison qui deviendra ultérieurement la demeure « détenant » Cavendish.
- S'agissant de Luisa Rey, le roman évoque son licenciement et la mort du directeur général du groupe SeaBoard Corporation ainsi que le rachat par le groupe du magazine pour lequel Luisa écrit, ce que ne fait pas le film. Dans le roman, Luisa envoie un courrier à Megan pour récupérer la partie restante des lettres de Frobisher, alors que c'est l'inverse dans le film (on la voit récupérer tout le paquet dans la chambre de l'hôtel). L'action du film se déroule en 1973 alors que celle du roman a lieu en 1976. Le personnage de Fay Li dans le roman est absent du film ainsi que le rôle tenu par la mère de Luisa. La rencontre de Joe Napier et de Lester Rey (le père de Luisa) dans le film est relative à leur participation à la guerre de Corée alors que dans le roman elle repose sur leur coopération dans les forces de police, notamment en rapport à un incident où Lester Rey a sauvé la vie de Joe Napier. Dans le roman, le fameux rapport de Sixsmith expose une faille de sûreté de la centrale nucléaire, représentant un risque d'accident, alors que dans le film, le rapport expose un projet de provoquer volontairement un accident à la centrale, afin de nuire à l'industrie du nucléaire et profiter à l'industrie du pétrole.
- S'agissant de Sonmi-451, dans le roman l'héroïne est mise au choix de sortir de Papa Song par un chauffeur venu la chercher par ordre de son supérieur pour qu'elle rejoigne un projet d'étude dans une université, contexte dans lequel à sa propre initiative elle poursuit son éducation puis une éducation plus formelle avec d'autres « sang-purs ». C'est à cette période qu'elle rencontre Hae-Joo se faisant passer pour un étudiant. C'est alors que la Corpocratie se retourne contre le projet universitaire qu'Hae-Joo lui révèle son identité ainsi que son appartenance au mouvement rebelle et que Somni décrit alors leur fuite. Dans le roman, toute cette succession d'événements est présentée comme un plan scénarisé par la Corpocratie, qui tentait de prouver que les Fractaires (clones esclaves) sont d'une nature différente des Citoyens ; l'oraison de Sonmi n'a pas été prévue par la Corpocratie, qui s'est laissé prendre à son propre piège ; la résistance de la prétendue Union rebelle n'existe pas, c'est une fiction créée par la Corpocratie pour détecter les jeunes rebelles et les surveiller ; dans le film en revanche, Sonmi est aidée dans son évasion par Hae-Joo Chang depuis le début, à la suite de la mort par overdose de Seer Rhee et une histoire d'amour va naître entre eux (une histoire d'amour est aussi dans le roman, sans pour autant être le centre de l'histoire).
- S'agissant de Zachry, le roman n'évoque aucune histoire d'amour entre le héros et Meronym, il reprend en revanche l'idée d'un rapprochement entre les deux et évoque bel et bien l'idée de désir de la part de Zachry vis-à-vis de Méronym ; pareillement dans le film, Catkin est la sœur de Zachry, non sa nièce, tout un pan du roman évoque l'enfant mort-né que Zachry a eu avec une autre compagne (ceci n'est pas dans le film) ; Zachry dans le film n'a plus de parents alors que dans le film il évoque sa mère (et son père mort).